# Risoba diversipennis
Risoba diversipennis är en fjärilsart som beskrevs av Walker 1858. Risoba diversipennis ingår i släktet Risoba och familjen trågspinnare. Inga underarter finns listade.